# Ґоворкі
Ґоворкі (пол. Goworki) — село в Польщі, у гміні Жекунь Остроленцького повіту Мазовецького воєводства.
Населення — 91 особа (2011).
У 1975-1998 роках село належало до Остроленцького воєводства.

## Демографія
Демографічна структура станом на 31 березня 2011 року:
|          | Загалом | Допрацездатний вік | Працездатний вік | Постпрацездатний вік |
| -------- | ------- | ------------------ | ---------------- | -------------------- |
| Чоловіки | 48      | 9                  | 38               | 1                    |
| Жінки    | 43      | 7                  | 27               | 9                    |
| Разом    | 91      | 16                 | 65               | 10                   |